# Alcalde de Madrid
L'alcalde o alcaldessa de Madrid és la persona encarregada de presidir l'ajuntament de la ciutat de Madrid (Espanya). Després de les eleccions municipals de maig de 2019, l'alcaldia l'exerceix José Luis Martínez-Almeida, del Partit Popular.

## Llista d'alcaldes
- José Urbina, 1803-1805
- José de Marquina Galindo, 1805-1808
- Pedro de Mora y Lomas, 1808-1810
- Dámaso de la Torre, 1810-1811
- Manuel García de la Prada, 1811-1812
- Juan Antonio Pico, 1812
- Marqués de Iturvieta, 1812 i 1813
- Comte de Villapaterna, 1812
- Pedro Sainz de Baranda y Gorriti, 1812, 1813 i 1820
- Magín Ferrer, 1812
- Frutos Álvarez Benito, 1812
- Comte de Moctezuma, 1814
- Juan de Mata Garro Robles, marqués de las Hormazas 1814-1816
- José Manuel de Arjona, 1816-1820
- Rodrigo de Aranda, 1820-1822
- Félix Ovalle, 1820
- José Pío de Molina, 1820-1821, 1823
- Comte de Clavijo, 1821
- Comte de Goyeneche, 1821-1822
- Marqués de Santa Cruz, 1822
- Ramón Casella, 1822
- Cayetano Rubio, 1822
- Miguel Nájera, 1822
- Arias Gonzalo de Mendoza, 1822-1823
- Luis Beltrán de Leo, 1823
- Joaquín Lorenzo Mozo, 1824
- León de la Cámara Cano, 1824-1828
- Tadeo Ignacio Gil, 1828-1830
- Domingo María de Barrafón, 1830-1834
- Marqués de Falces, 1834-1835
- José María Galdeano, 1835
- Marqués de Pontejos, 1835-1836
- Juan Losaña, 1836
- Manuel María Basualdo, 1837
- Juan Bautista del Llano, 1837
- Victor López Molina, 1838
- Manuel Ruiz Oganio, 1838
- Tomás Fernández Vallejo, 1839
- Luis Oseñalde, 1839
- Salustiano Olózaga, 1840
- Joaquín María Ferrer, 1840
- Francisco Javier Ferro Mateo, 1840
- Marqués de Peñaflorida, 1842-1845
- Juan Álvarez Mendizábal, 1843
- Ignacio de Olea, 1843-1854
- Jacint Feliu Domènech i Sastre, 1843
- Manuel de Larraín, 1843-1844
- Marqués de Someruelos, 1844-1847
- Manuel de Bárbara, 1844
- Duque de Veragua, 1845-1846
- José Laplana, 1846
- Comte de Vistahermosa, 1847
- Marqués de Santa Cruz, 1848-1851
- Luis Piernas, 1851-1852
- Comte de Quinto, 1852, 1853-1854
- José Seco Baldor, 1854
- Valentín Ferraz, 1855-1856
- Duque de Berwick y Alba, 1857
- Carlos Marfori, 1857
- Duque de Sesto, 1857-1864
- Duque de Tamames, 1864
- Comte de Puñonrostro, 1864
- Comte de Belascoáin, 1864-1865
- José Ramón Osorio, 1865
- Marqués de San Saturnino, 1865-1866
- Marqués de Villaseca, 1866-1867
- Marqués de Villamagna, 1867
- Marqués Viudo de Villar, 1867-1868
- Nicolás María Rivero, 1868-1870
- Manuel María José de Galdo, 1870
- Fernando Hidalgo Saavedra, 1870-1872
- Marqués de Sardoal, 1872-1874
- Carlos María Ponte, 1872
- Simeón Avalos, 1872-1873
- Pedro Menéndez Vega, 1873
- Pedro Bernardo Uncasitas, 1873-1874
- Francisco de Borja Queipo de Llano y Gayoso de los Cobos, VIII Comte de Toreno, 1874-1875
- Comte de Heredia Spinola, 1875-1877
- Marqués de Torneros, 1877-1881
- José Abascal y Carredano, 1881-1883, 1885-1889
- Marqués de Urquijo, 1883
- Francisco Martínez Brau, 1883-1884 (interí)
- Marqués de Bogaraya, 1884-1885
- Albert Bosch i Fustegueras, 1885, 1891-1892
- Andrés Mellado, 1889-1890
- Cayetano Sánchez Bustillo, 1890
- Duque de Vistahermosa, 1890
- Faustino Rodríguez San Pedro, 1890-1891
- Marqués de Cubas, 1892
- Comte de Peñalver, 1892, 1895-1896, 1907-1909
- Comte de San Bernardo, 1892-1893
- Santiago Angulo, 1893-1894
- Comte de Romanones, 1894-1895, 1897-1899
- Comte de Montarco, 1896
- Joaquín Sánchez de Toca, 1896-1897, 1907
- Marqués de Aguilar de Campoo, 1899-1900
- Manuel Allendesalazar Muñoz, 1900
- Mariano Fernández de Henestrosa Mioño, duque de Santo Mauro (1900-1901)
- Alberto Aguilera y Velasco (1901-1902)
- Vicente Cabeza de Vaca y Fernández de Córdoba, marqués de Portazgo (1902-1903)
- Salvador Bermúdez de Castro y O'Lawlor, marqués de Lema (1903* 1904)
- Gonzalo de Figueroa y Torres, comte de Mejorada del Campo i marqués de Villamejor (1904-1905)
- Eduardo Vincenti (1905-1906)
- Alberto Aguilera y Velasco (1906-1907)
- Eduardo Dato e Iradier (1907-1907)
- Joaquín Sánchez de Toca (1907-1907)
- Nicolás de Peñalver Zamora, comte de Peñalver (1907-1909)
- Alberto Aguilera y Velasco (1909-1910)
- José Francos Rodríguez (1910-1912)
- Joaquín Ruiz Jiménez (1912-1913)
- Eduardo Vincenti (1913-1913)
- Luis Marichalar y Monreal, vescomte de Eza (1913-1914)
- Carlos Prast y Rodríguez de Llano (1914-1915)
- José del Prado y Palacios (1915-1915)
- Joaquín Ruiz Jiménez (1915-1916)
- Martín Rosales Martel, duque de Almodóvar del Valle (1916-1917)
- Luis Silvela Casado (1917-1917)
- José Francos Rodríguez (1917-1918)
- Luis Silvela Casado (1918-1918)
- Luis Garrido Juaristi (1918-1920)
- Ramón Rivero de Miranda, comte de Limpias (1920-1921)
- Alfredo Serrano-Jover (1921-1921)
- Álvaro de Figueroa y Alonso Martínez, marqués de Villabrágima (1921-1922)
- José María Garay, comte del Valle Suchil (1922-1922)
- Joaquín Ruiz Jiménez (1922-1923)
- Faustino Nicoli (1923-1923)
- Alberto Alcocer y Ribacoba (1923-1924)
- Fernando Suárez de Tangil y Angulo, Comte de Vallellano (1924-1925)
- José del Prado Palacio (1925-1927)
- Emilio Antón (1927-1927)
- Manuel Semprún y Pombo (1927–1927)
- Rafael Carlos Gordon Arístegui, comte de Mirasol (1927-1927)
- José María de Aristizábal Manchón (1927-1930)
- José María de Hoyos y Vinent de la Torre O'Neill, marqués de Hoyos (1930-1931)
- Joaquín Ruiz Jiménez (1931-1931)
- Pedro Rico López (1931-1934)
- José Martínez de Velasco (1934-1934)
- Rafael Salazar Alonso (1934-1934)
- Sergio Álvarez Rodríguez de Villaamil (1935-1935)
- Pedro Rico López (1936-1936)
- Cayetano Redondo Aceña (1936-1937)
- Rafael Henche de la Plata (1937-1939)
- Melchor Rodríguez García (1939)
- Alberto Alcocer y Ribacoba (1939-1946)
- José Moreno Torres, comte Santa María de Babio (1946-1952)
- José Finat y Escrivá de Romaní, comte de Mayalde (1952-1965)
- Carlos Arias Navarro (1965-1973)
- Miguel Ángel García-Lomas Mata (1973-1976)
- Juan de Arespacochaga y de Felipe (1976-1978)
- José Luis Álvarez y Álvarez (1978-1979)
- Luis María Huete y Morillo (1979-1979)
- Enrique Tierno Galván (1979-1986)
- Juan Barranco Gallardo (1986-1989)
- Agustín Rodríguez Sahagún (1989-1991)
- José María Álvarez del Manzano y López del Hierro (1991-2003)
- Alberto Ruiz-Gallardón Jiménez (2003-2011)
- Ana Botella Serrano (2011-2015)
- Manuela Carmena Castrillo (2015-2019)
- José Luis Martínez-Almeida Navasqüés (2019-actualitat)